# Härkäpäälaki
Härkäpäälaki är en kulle i Finland.   Den ligger i den ekonomiska regionen  Fjäll-Lappland  och landskapet Lappland, i den norra delen av landet, 900 km norr om huvudstaden Helsingfors. Toppen på Härkäpäälaki är 402 meter över havet, eller 132 meter över den omgivande terrängen. Bredden vid basen är 8,3 km. Härkäpäälaki ingår i Siiselät.
Terrängen runt Härkäpäälaki är huvudsakligen platt. Härkäpäälaki är den högsta punkten i trakten. Trakten runt Härkäpäälaki är nära nog obefolkad, med mindre än två invånare per kvadratkilometer. Det finns inga samhällen i närheten. 